# Cadinè
Cadinè és el nom químic trivial d'un cert nombre d'hidrocarburs isomèrics que es dona en una àmplia varietat de plantes que produeixen oli essencials. El nom deriva del Càdec (Juniperus oxycedrus L.), ja que el compost fou aïllat per primera vegada a partir de l'oli d'aquest arbust.
Químicament, els cadinès són sesquiterpens bicíclics. A causa del gran nombre gran d'isòmers coneguts, aquesta classe de composts s'ha subdividit en quatre subclasses basades en l'estereoquímica relativa al grup d'isopropil i els dos àtoms de carboni de la molècula bicíclica. El nom cadinè és ara pròpiament utilitzat només per a la primera subclasse, que inclou els composts originalment aïllats de l'oli de càdec.

Esquelet dels cadinens
Estereoquímica del cadinè
Estereoquímica del muurolè
Estereoquímica de l'amorfè
Estereoquímica del bulgarè